# Château de Virieu (Isère)
Pour les articles homonymes, voir Château de Virieu.
Le château de Virieu est un ancien château de terre du XIe siècle remplacé par un château de pierre au XIIe siècle, plusieurs fois remanié depuis (XVe – XVIIIe siècle) qui se dresse sur la commune française de Val-de-Virieu dans le département de l'Isère en région Auvergne-Rhône-Alpes. Le château fut le chef-lieu du mandement de Virieu cité comme tel en 1107 lors du partage du comté de Sermorens.
L'ensemble des façades et toitures du château font l’objet d’une inscription au titre des monuments historiques par arrêté du 9 mars 1965 ; l'avant-cour, les tours d'entrée, les parterres ouest et sud, les murs de soutènement des terrasses ainsi que le colombier font l’objet d’une inscription par arrêté du 17 juillet 1990. Le château fait l'objet d'une inscription en totalité par arrêté du 27 février 2023 qui se substitue aux deux précédents.

## Localisation
Le château de Virieu est situé dans le département français de l'Isère sur la commune de Val-de-Virieu, sur un coteau d'où il domine le val de Virieu drainé par la Bourbre et le bourg.

### Accès
La gare ferroviaire la plus proche est la gare de Virieu-sur-Bourbre.
Les deux sorties d'autoroute les plus proches sont celles de l'A43 (Lyon - Chambéry) :
- 9 à 47 km : La Tour-du-Pin-centre, puis la RD17, (direction Virieu).

et celle de l'autoroute A48 (Lyon - Grenoble) :
- 9 à 27 km : Rives, puis la RD520 (direction Châbons) et la RD73 (direction Virieu, Les Abrets).

## Historique

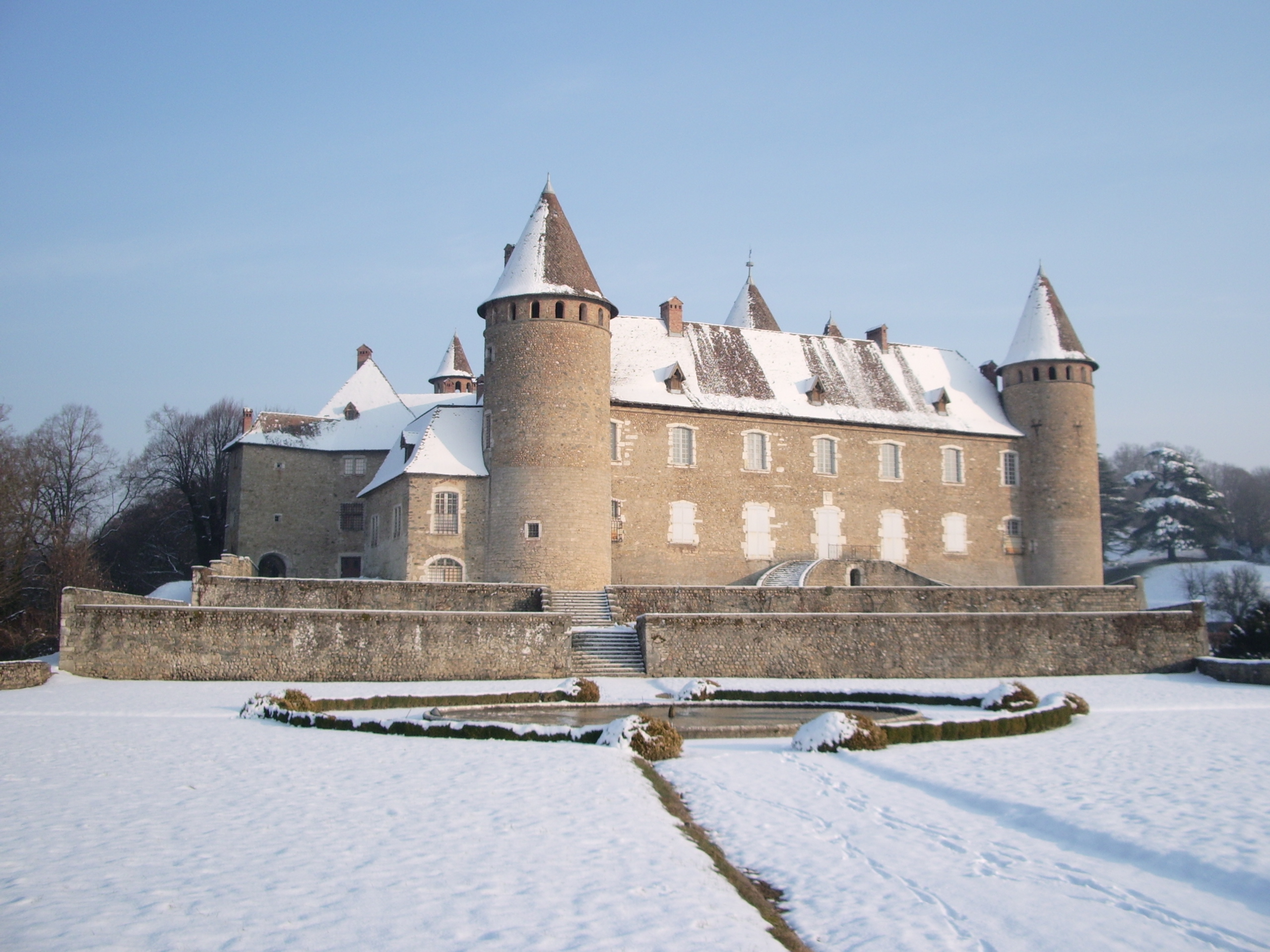
Château de Virieu sous la neige.

Simple motte castrale au début du XIe siècle érigée par Wilfrid de Virieu, le château de terre primitif devient une construction maçonnée un siècle plus tard.
En 1220, il passe par mariage à la maison de Clermont et y demeure pendant sept générations. Antoine de Clermont vend le château en 1573 à Artus Prunier de Saint-André, premier président au Parlement de Grenoble. Il est agrandi et transformé par les propriétaires successifs sans en altérer l'ensemble qui reste parfaitement harmonieux.
En 1622, Louis XIII séjourne au château et laisse ses canons, dits « de montagne », pris sans doute au siège de Montpellier. On les admire encore aujourd’hui, alignés sous chaque arcade de la galerie de la cour intérieure.
En 1874, le comte de Saint-Ferriol, dernier descendant des Prunier, vend le château à Alphonse de Virieu, descendant d'une des lignées du premier propriétaire. Il subit entre 1924 et 1928 une importante restauration. Pour cela, Henri marquis de Virieu vendra son château de Brangues à Paul Claudel, et confiera les travaux à l'architecte Sainte Marie Perrin, frère de Mme Claudel.

## Description

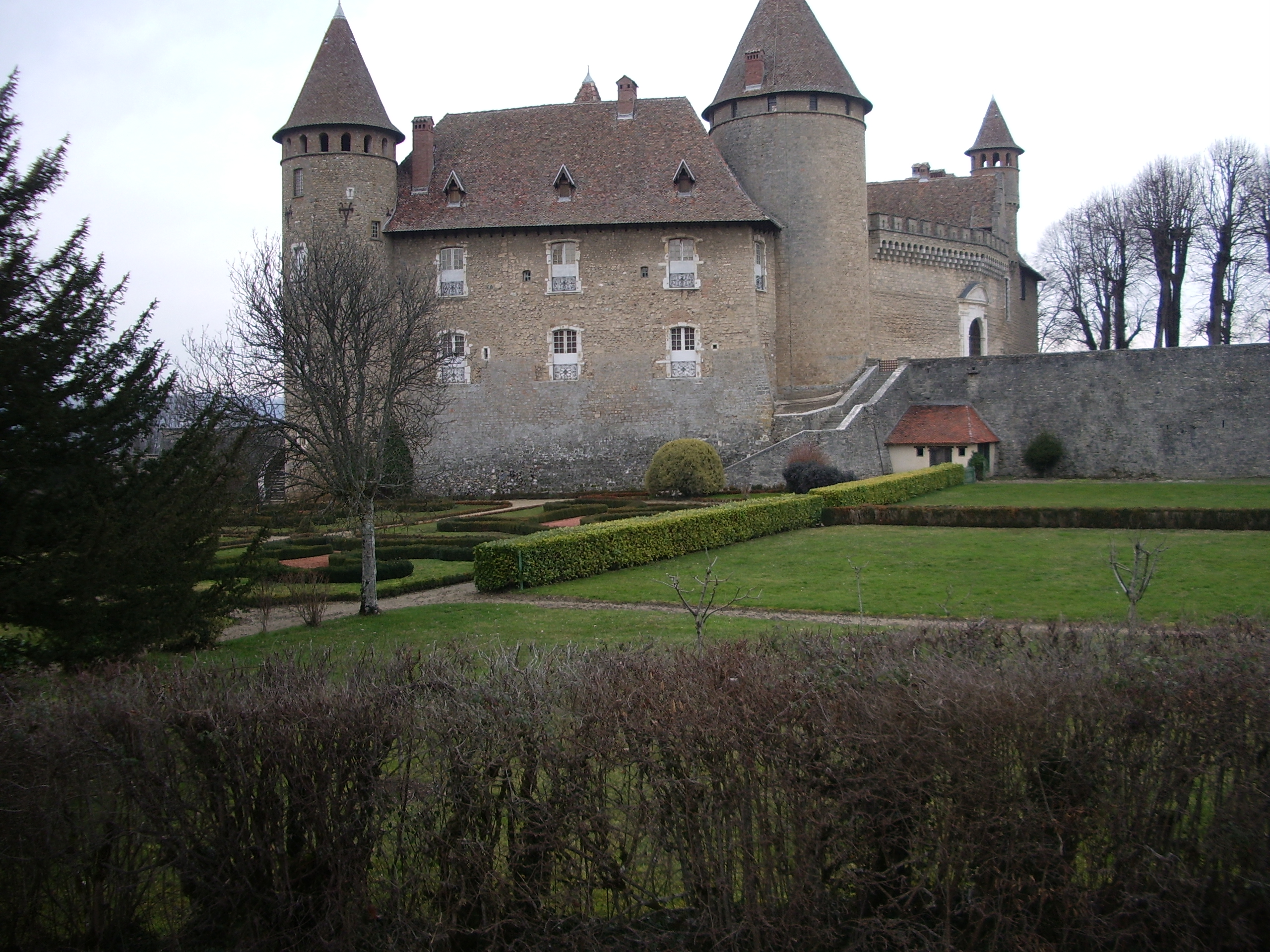
Vue du château par les jardins.

L'entrée est flanquée de deux demi-tourelles, dites  « ouvertes à la gorge » servant à la défense. L'avant-cour est bordée par les anciens communs et écuries du XVIIe siècle. On accède ensuite par une grande porte cloutée à la cour intérieure pavée, délimitée par un ensemble de bâtiments formant un quadrilatère irrégulier et reliés entre eux par une courtine surmontée d'un chemin de ronde à créneaux et mâchicoulis. Sur la droite de détache une tourelle en encorbellement. Deux grosses tours cylindriques coiffées en poivrière cantonnent la façade ouest.
À l'intérieur, une chapelle du XVIIe siècle présente une crédence de sacristie sculptée par Stéphanie de Virieu. L'ancienne cuisine a une monumentale cheminée avec son arc surbaissé et possède des tapisseries d'Aubusson. On visite également la chambre du Roi, lit à baldaquin recouvert en damas rouge, et la chambre blanche, mobilier en marqueterie du XVIIe siècle.
Au pied de la façade ouest, un escalier à double volée conduit au jardin à la française restauré selon le plan original du XVIIe siècle. Il se compose côté ouest de trois niveaux de terrasses et parterres entrecoupés d'allées, aménagés sur les anciens remparts. Côté sud, les buis dessinent des arabesques sous la fenêtre de la chambre du roi. Dans le verger-potager attenant, arbres fruitiers, fleurs et légumes bordent quatre parterres de verdures enserrant un bassin.

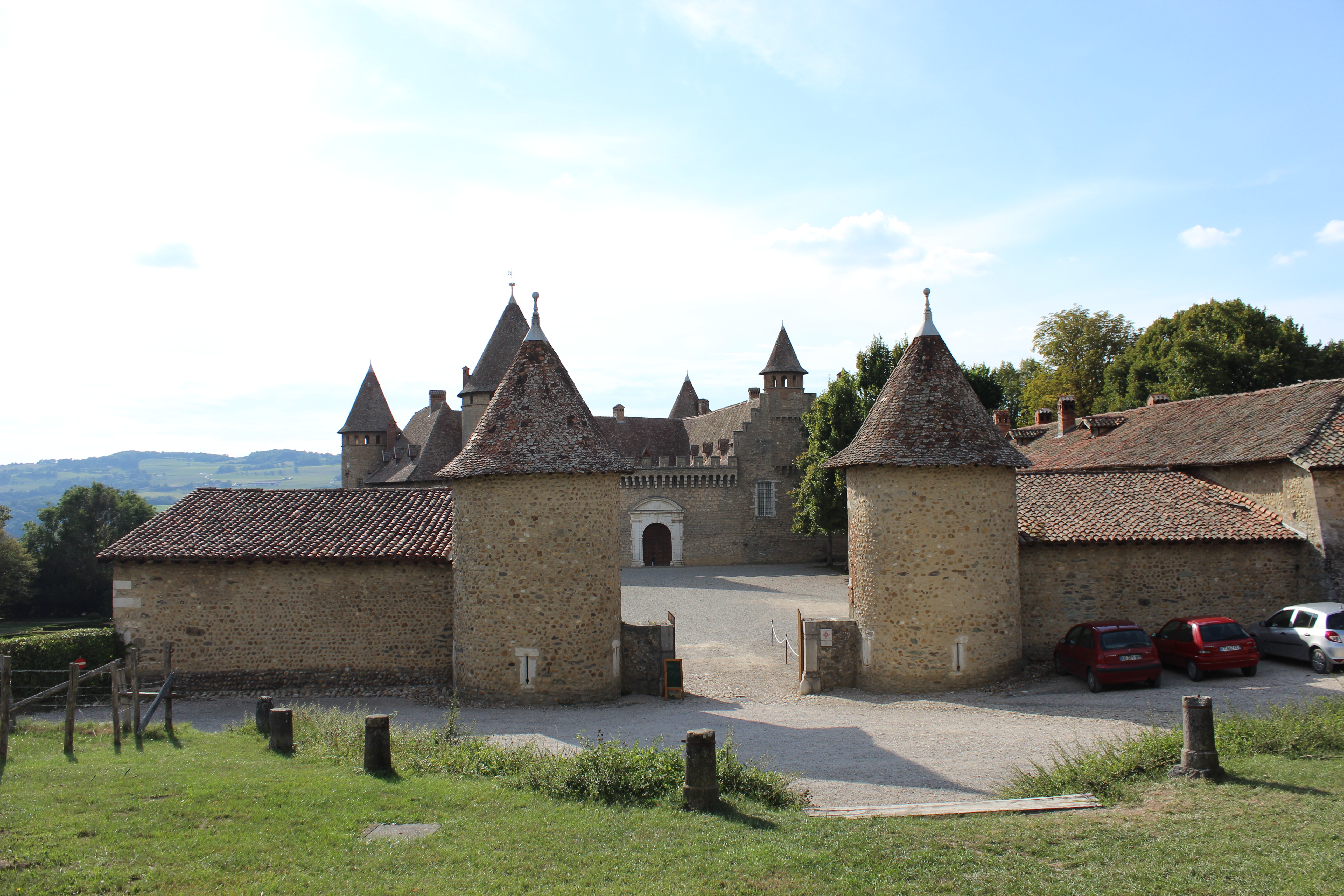
Entrée-portail de la cour d'honneur.
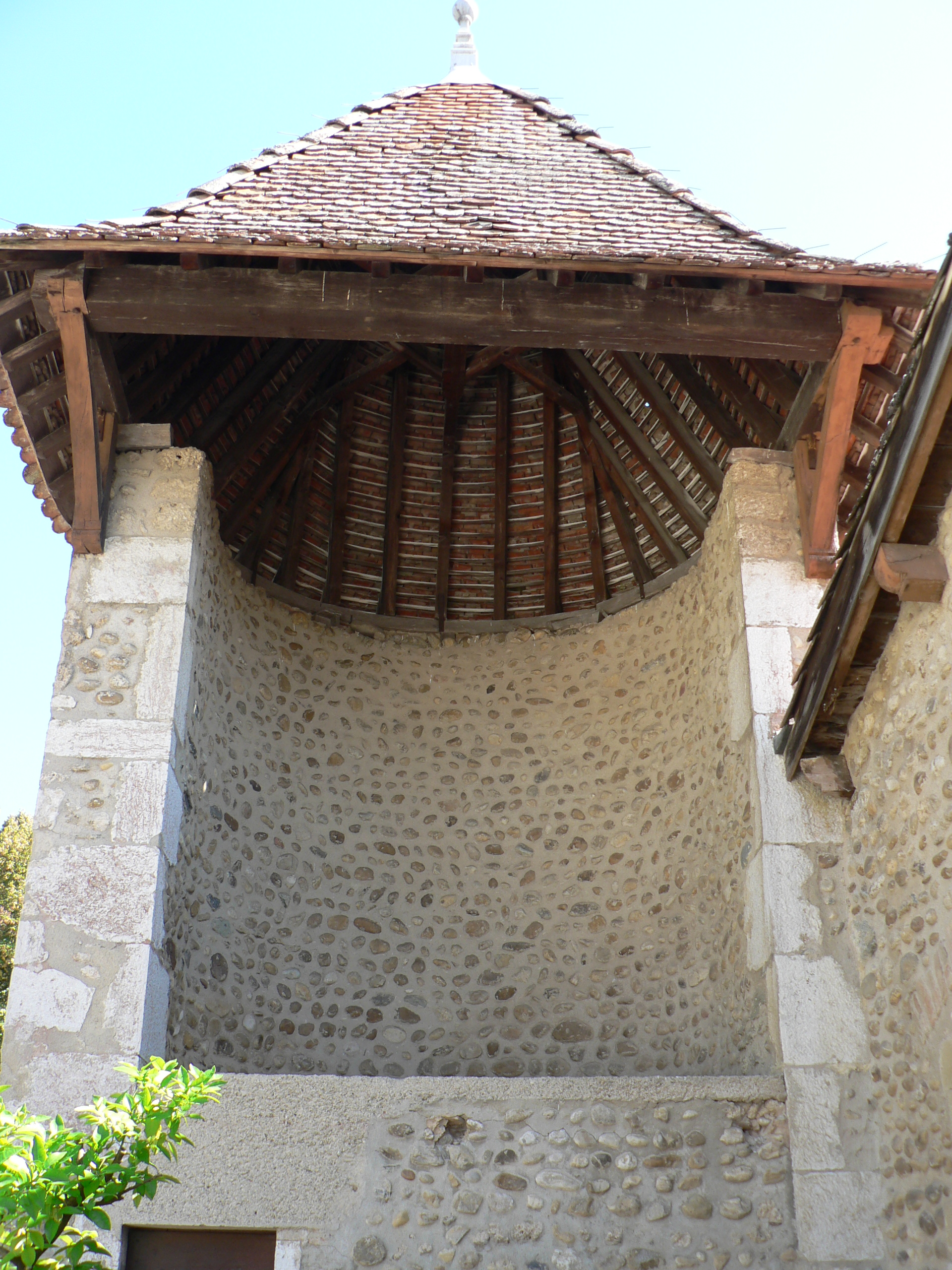
Intérieur des tourelles d'entrée.
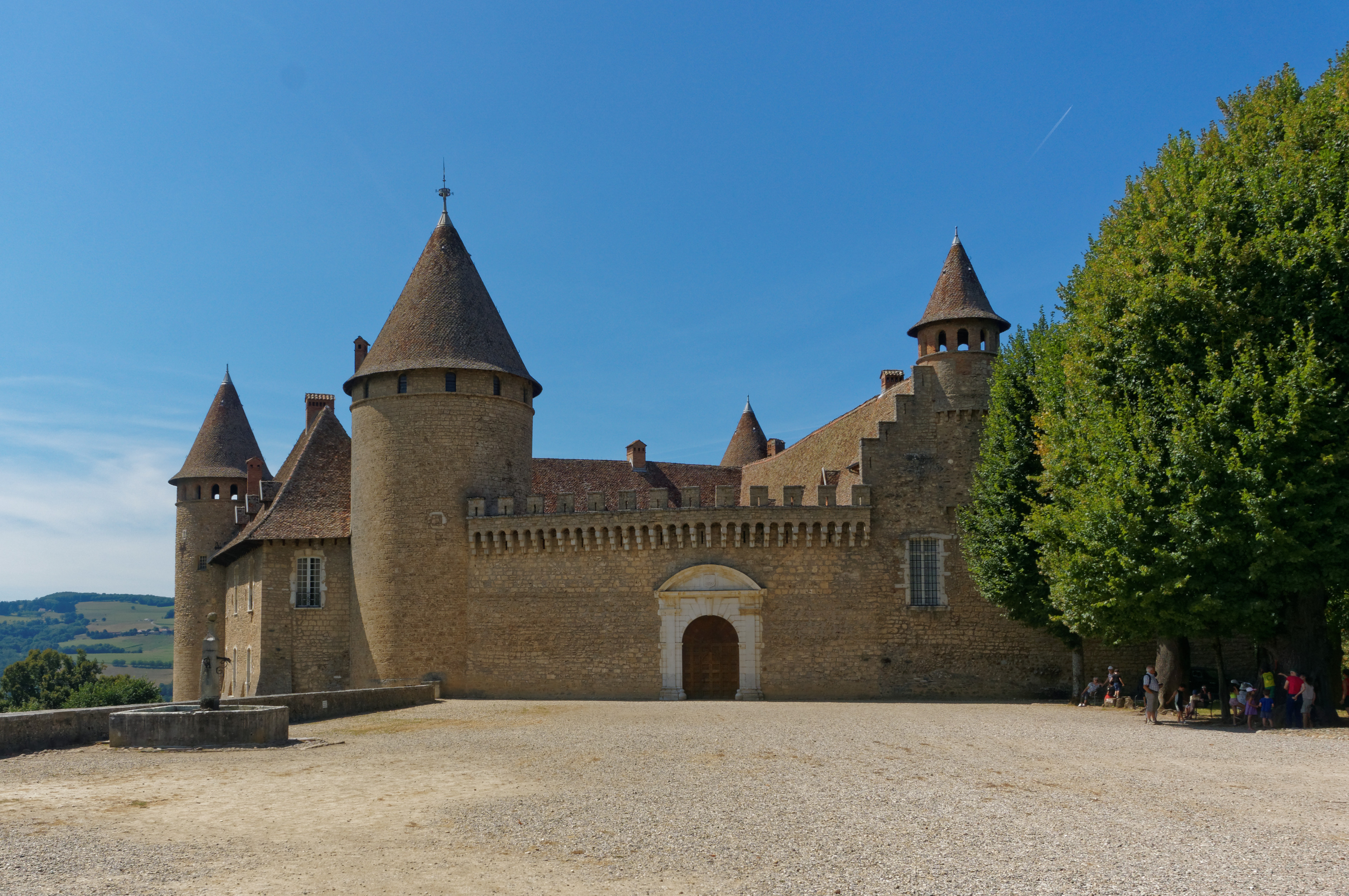
Façade sud et entrée principale.
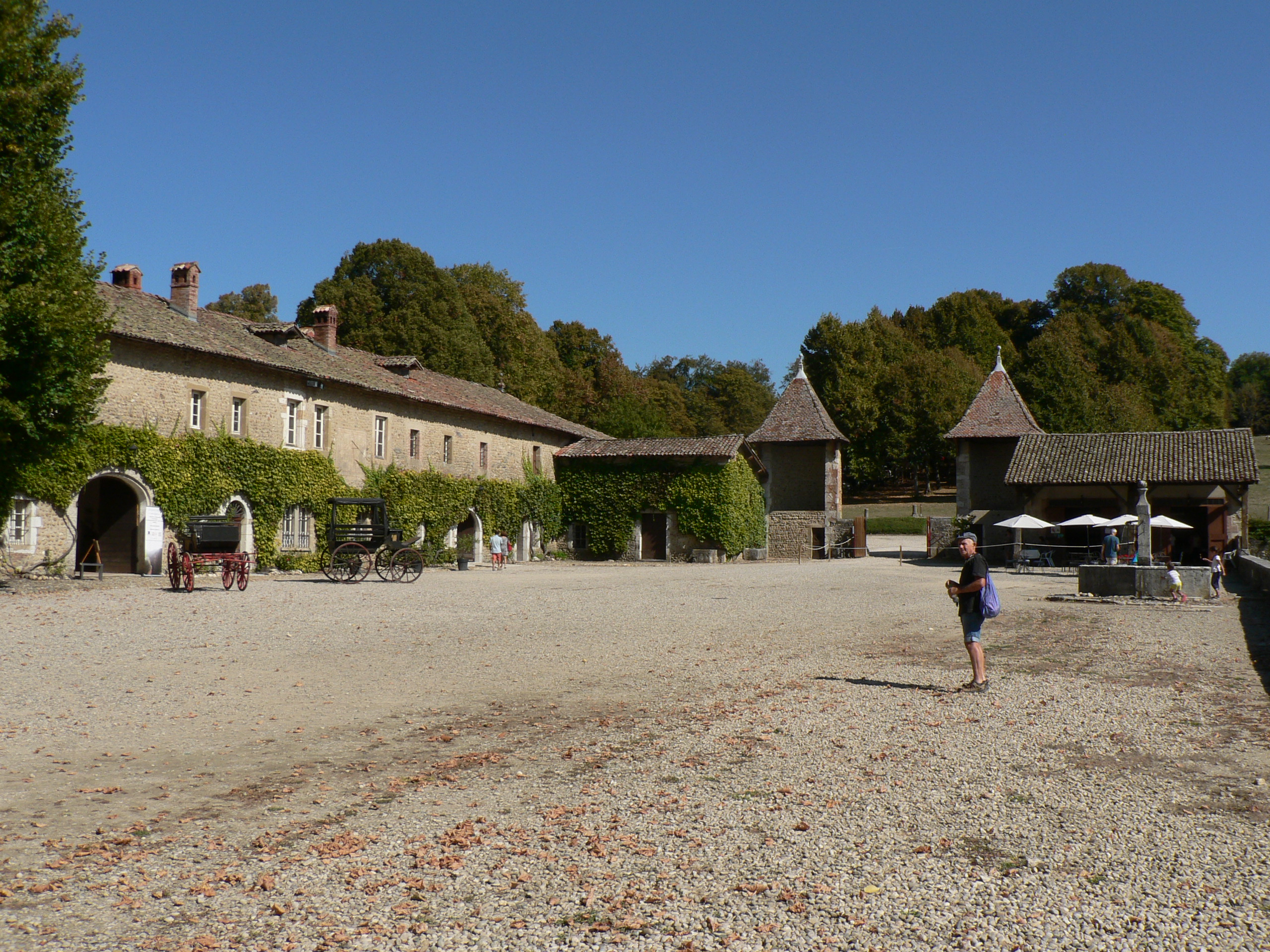
Intérieur de la basse-cour.
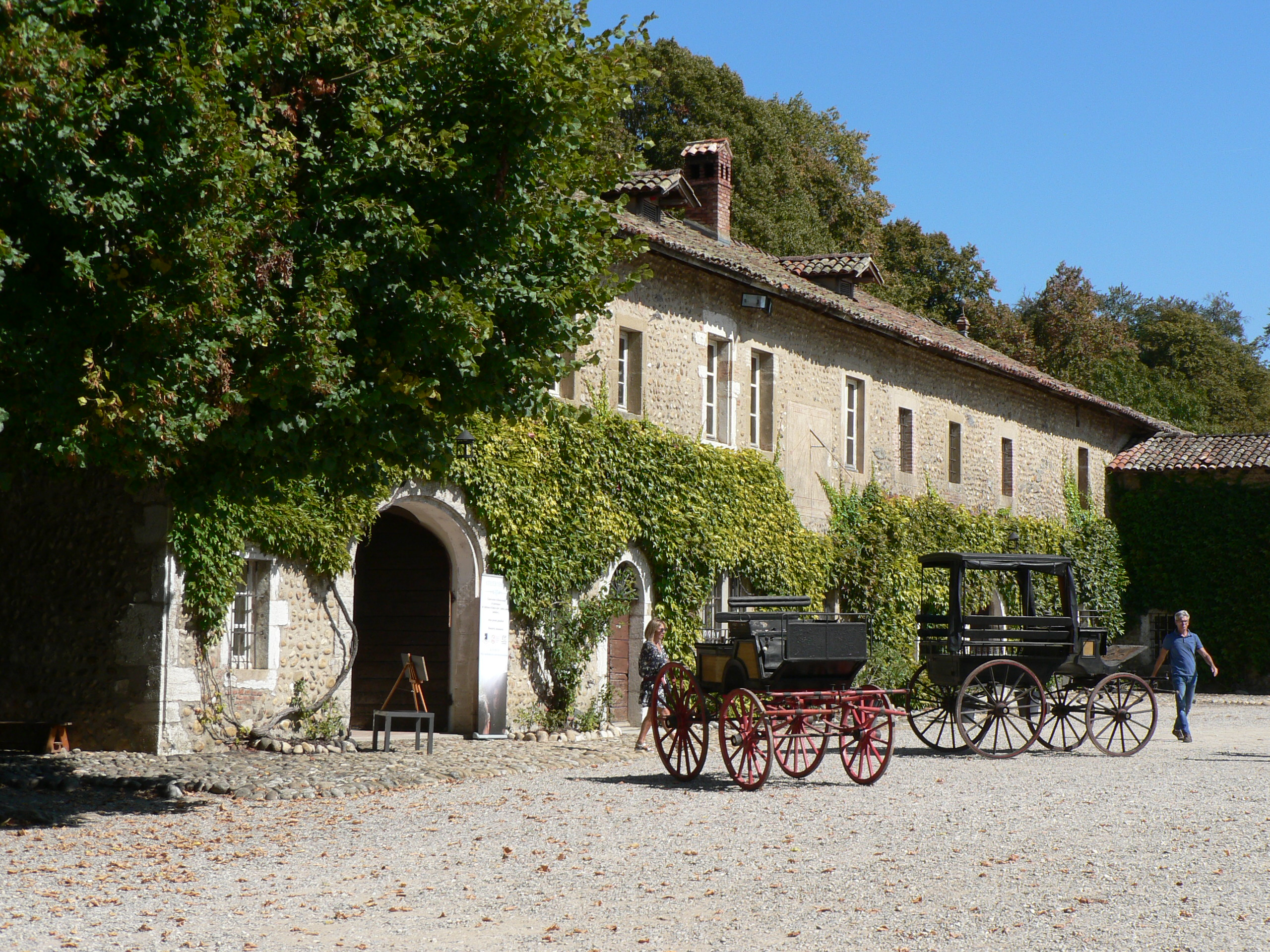
Corps de bâtiment de la basse-cour, logis du gardien.
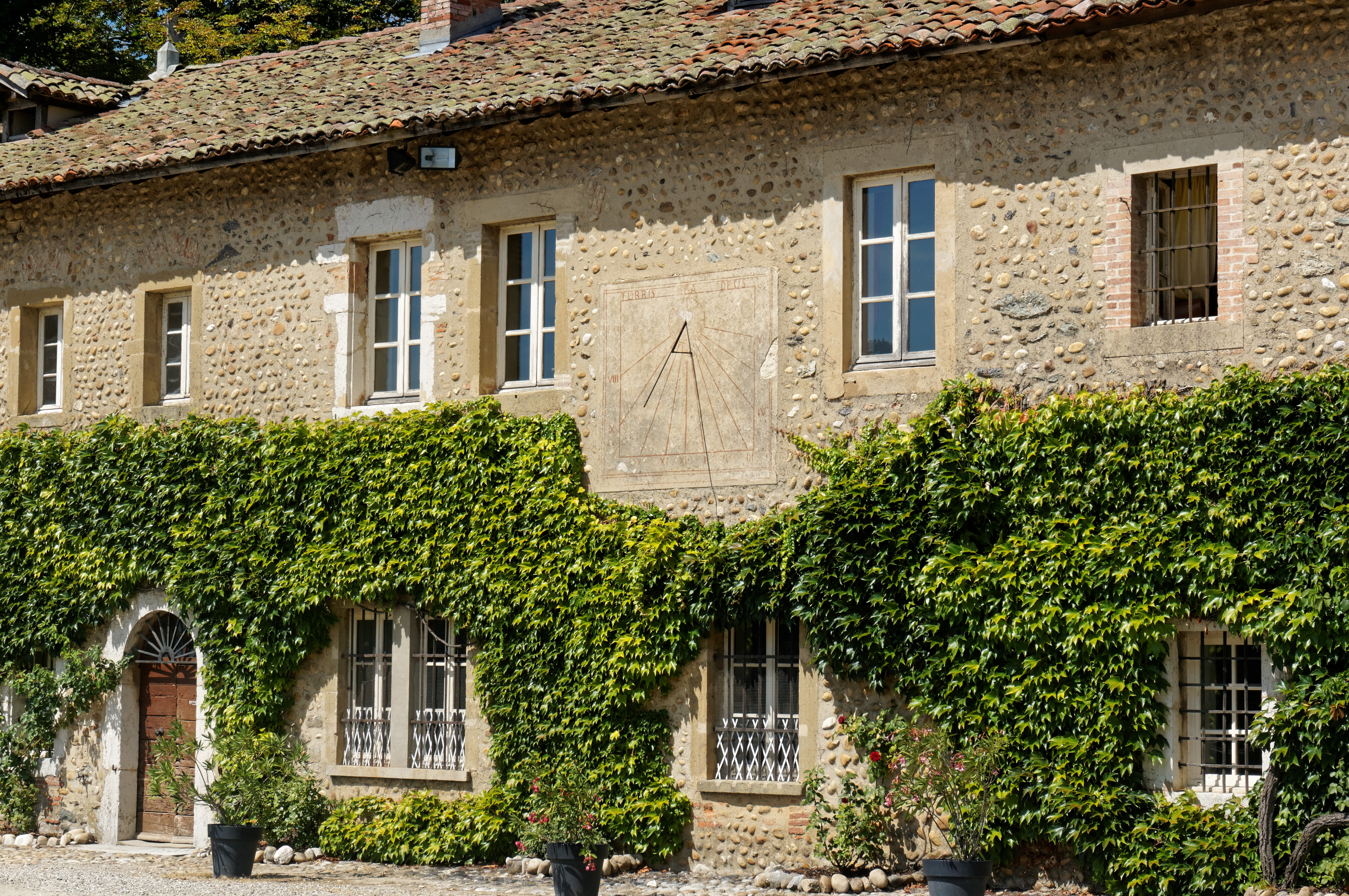
Premier cadran solaire au logis du gardien.
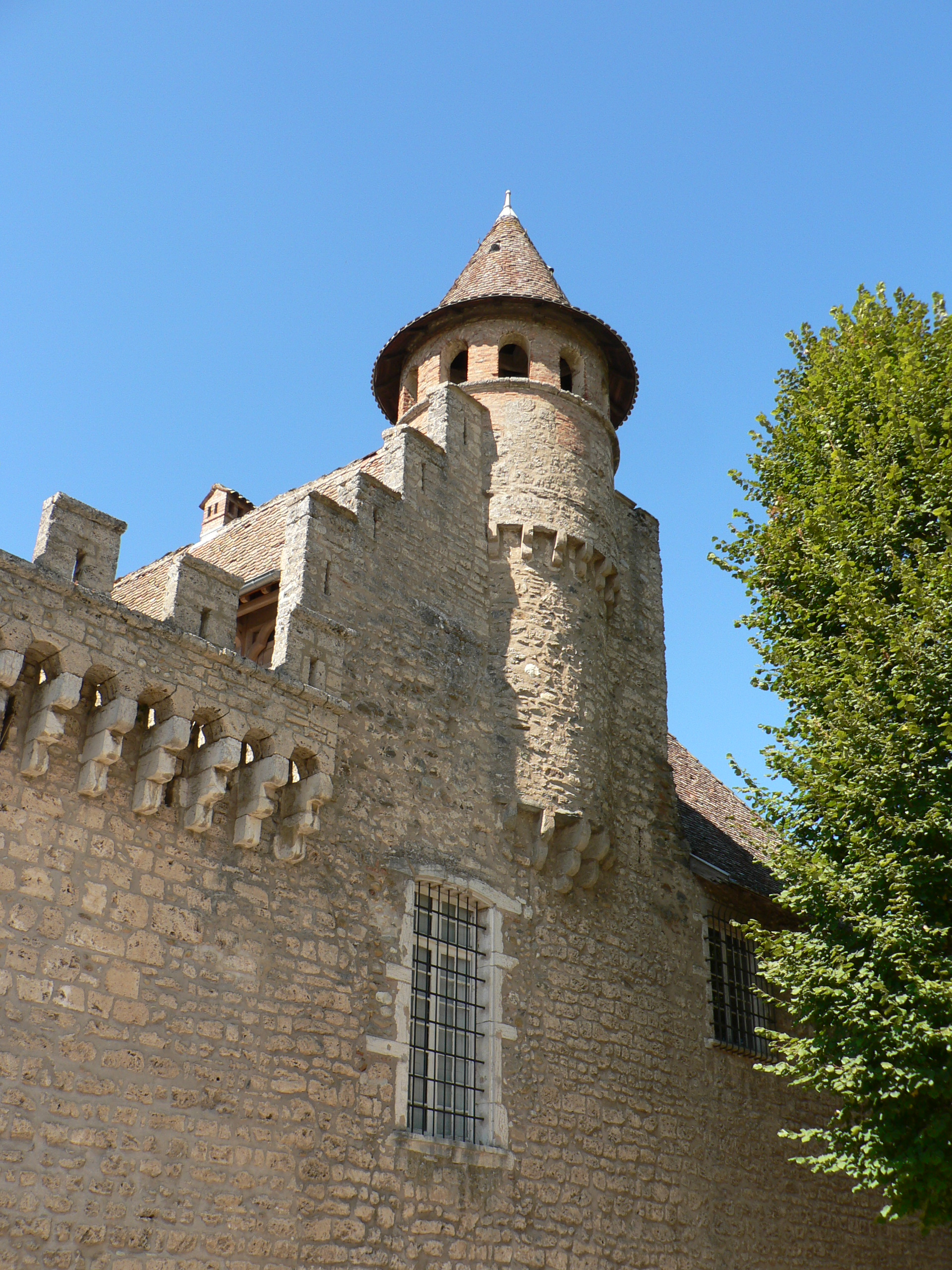
Échauguette de la façade est.
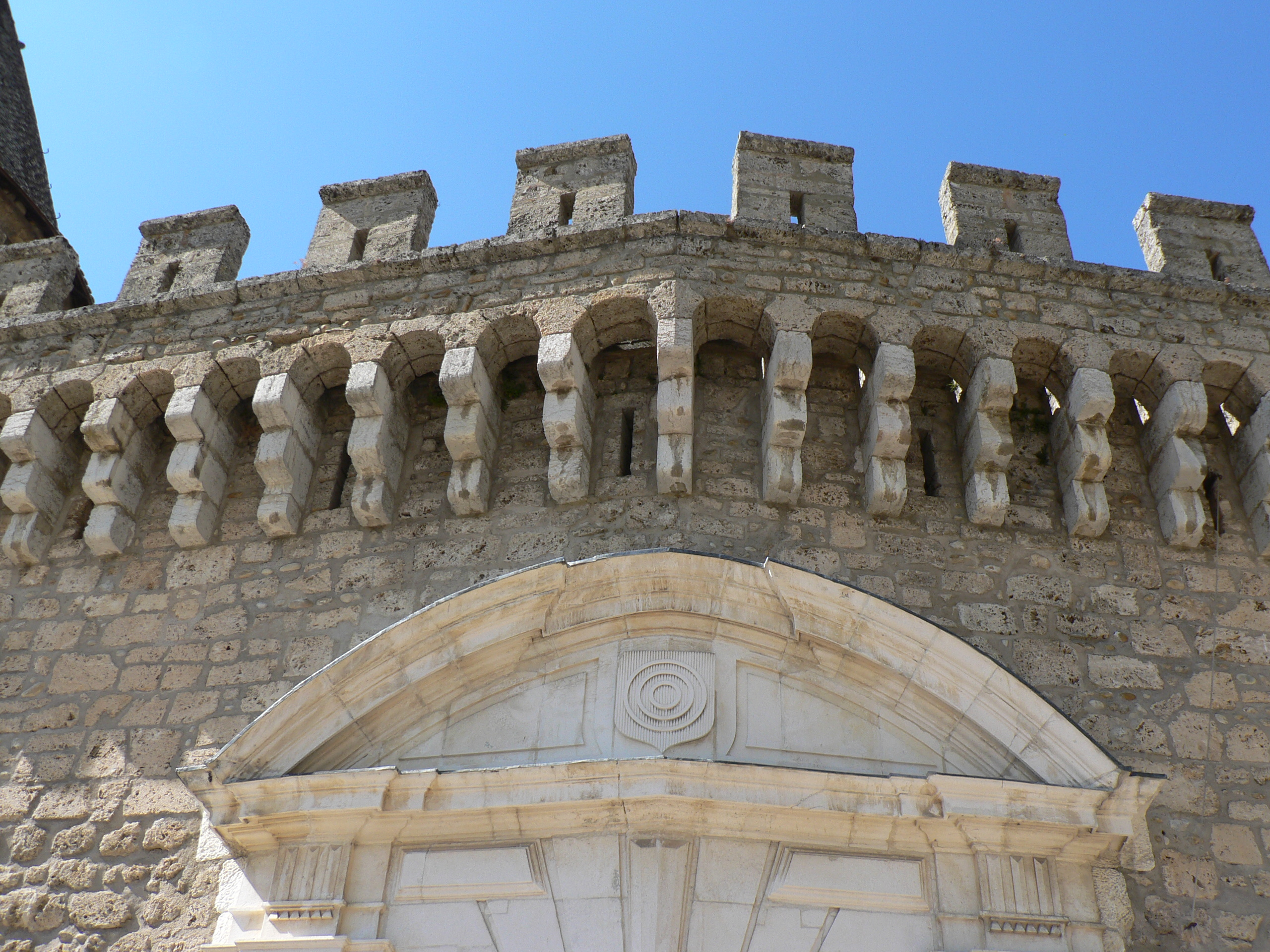
Muraille séparant la basse-cour de la cour d'honneur (mâchicoulis et blason de Virieu) .
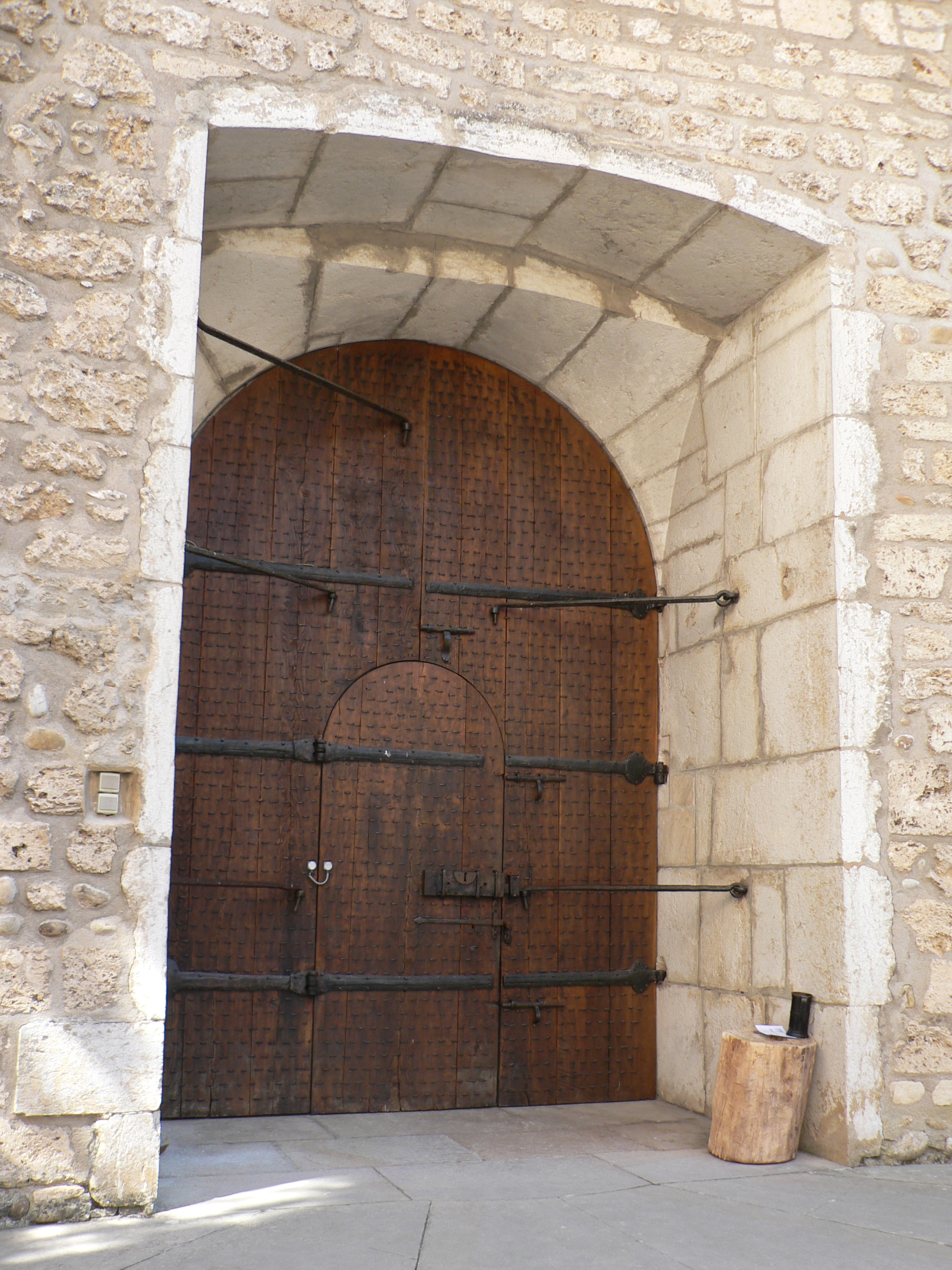
Porte de la cour d'honneur (depuis l'intérieur).
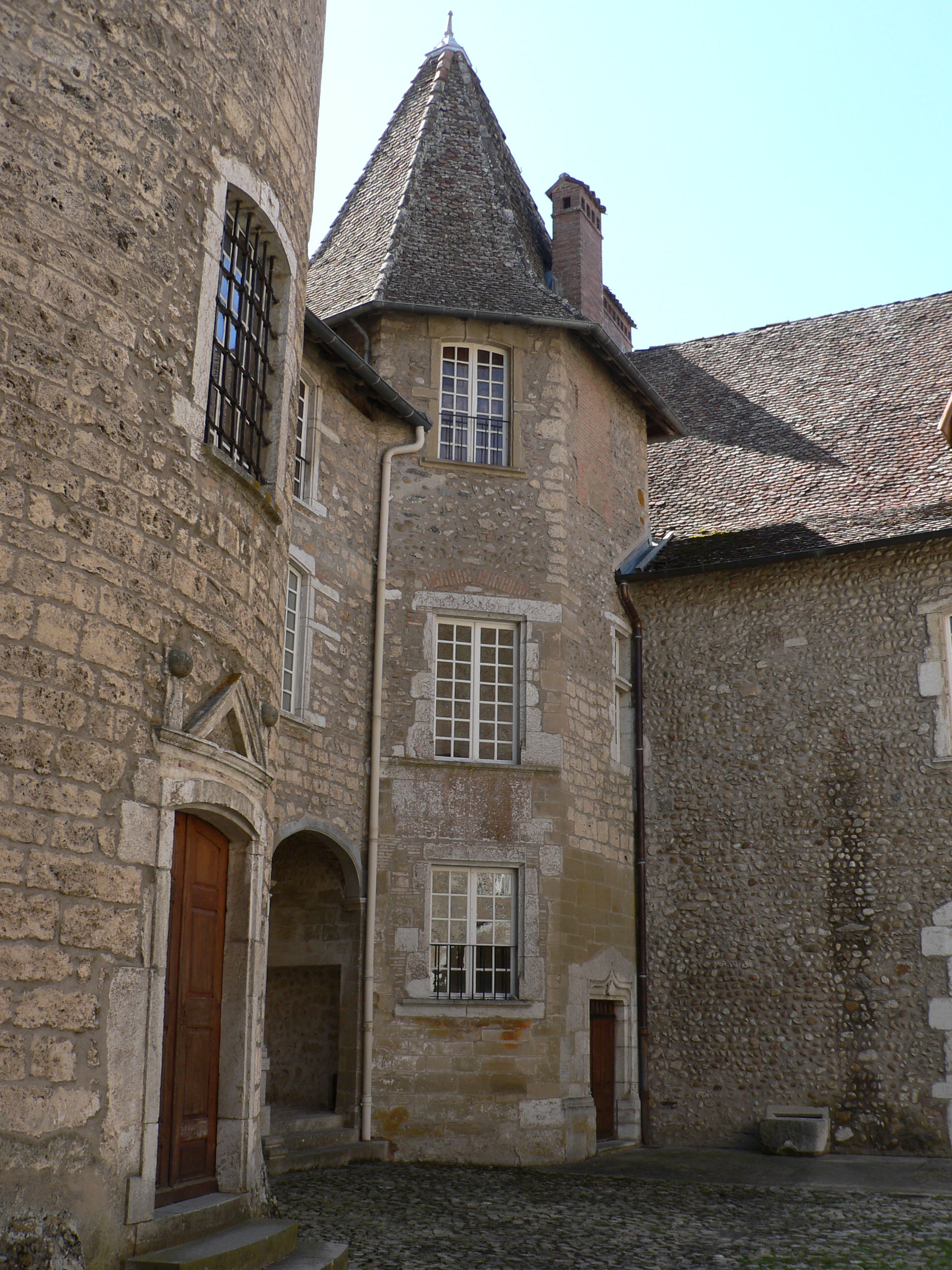
Donjon (à gauche) et tour d'escalier dans la cour d'honneur.
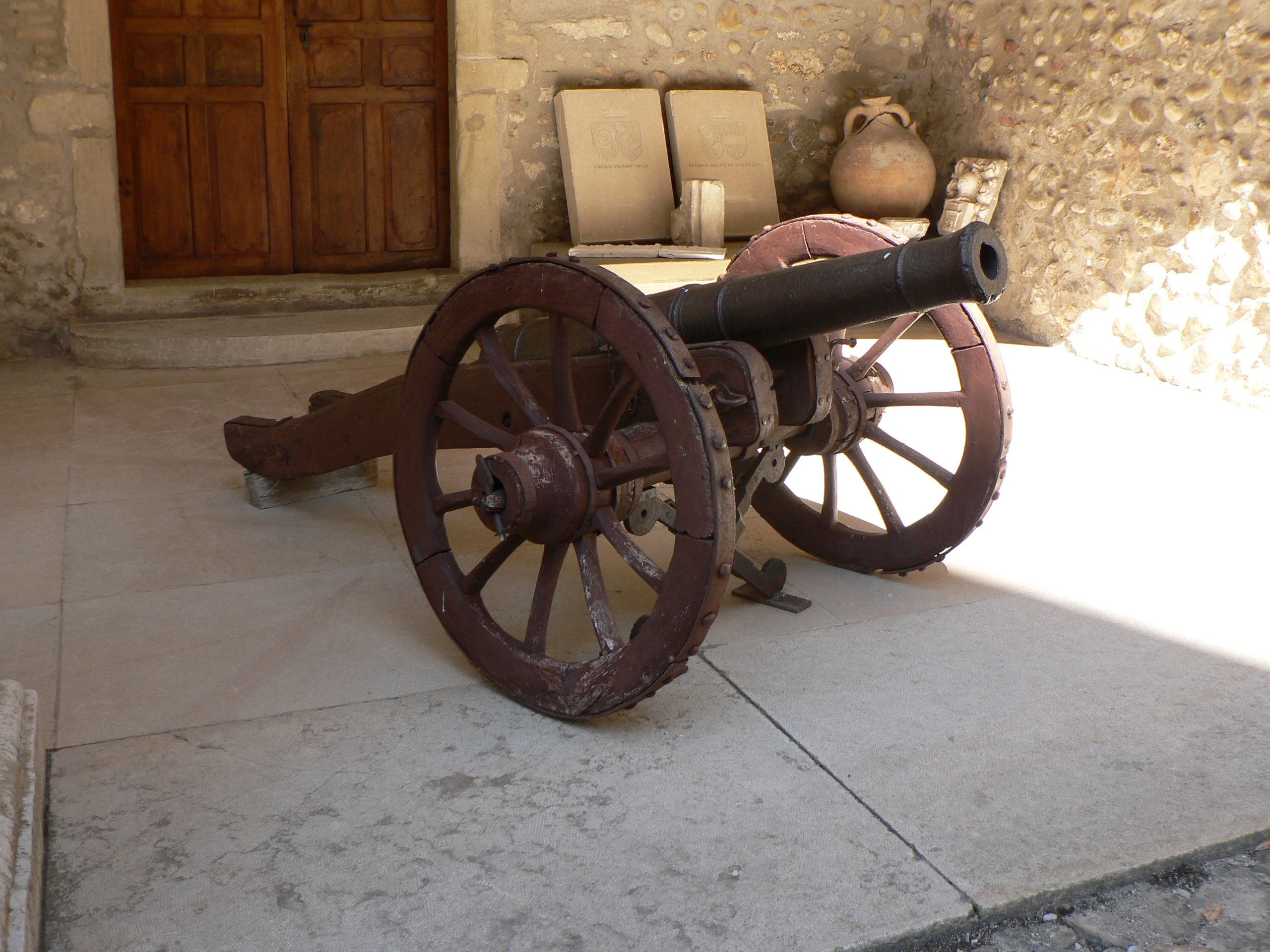
Un des canons de montagne donnés par Louis XIII au château de Virieu, exposés dans la galerie de la cour d'honneur.
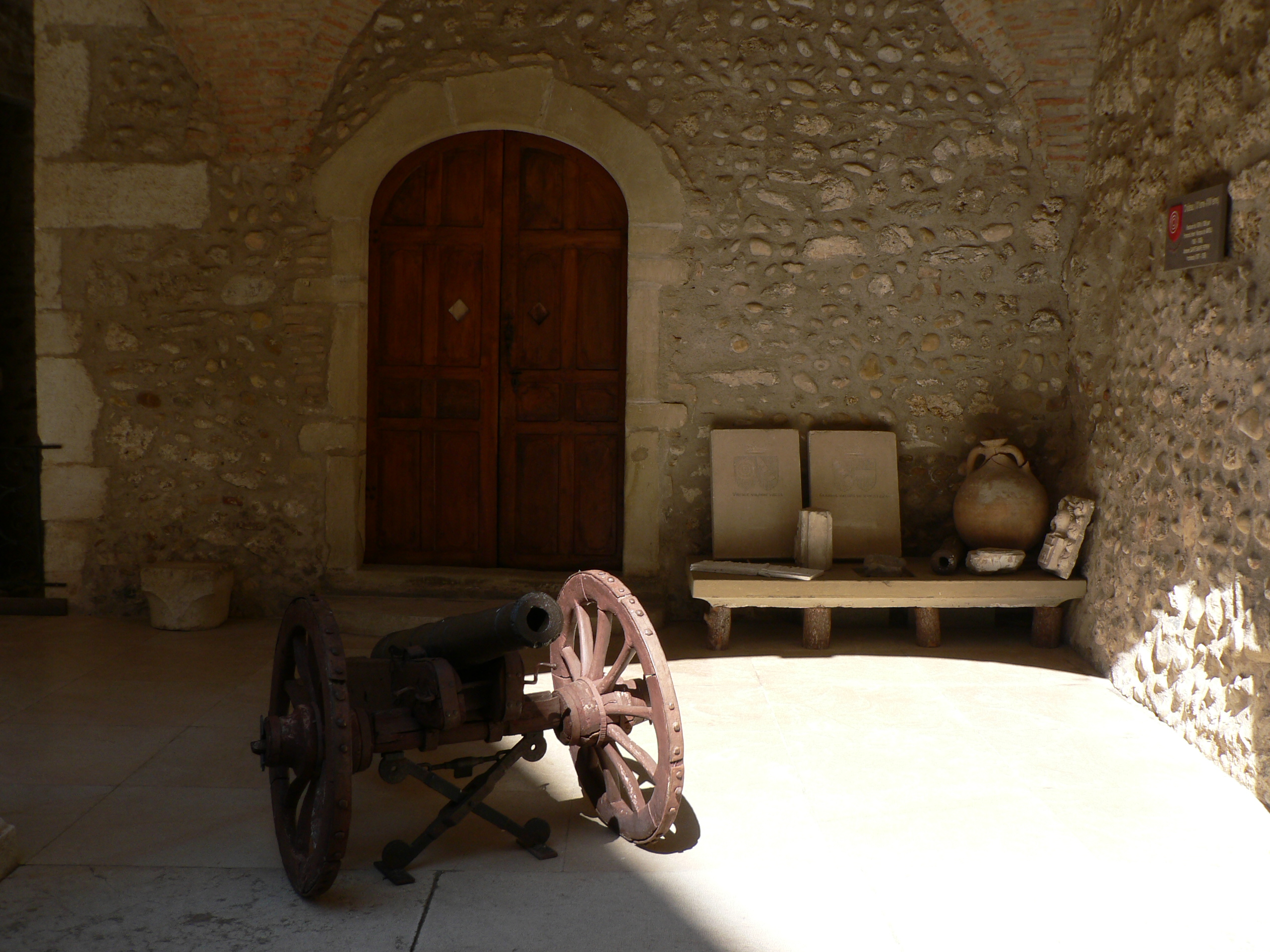
Canon et entrée de la chapelle (toujours en usage par la famille).
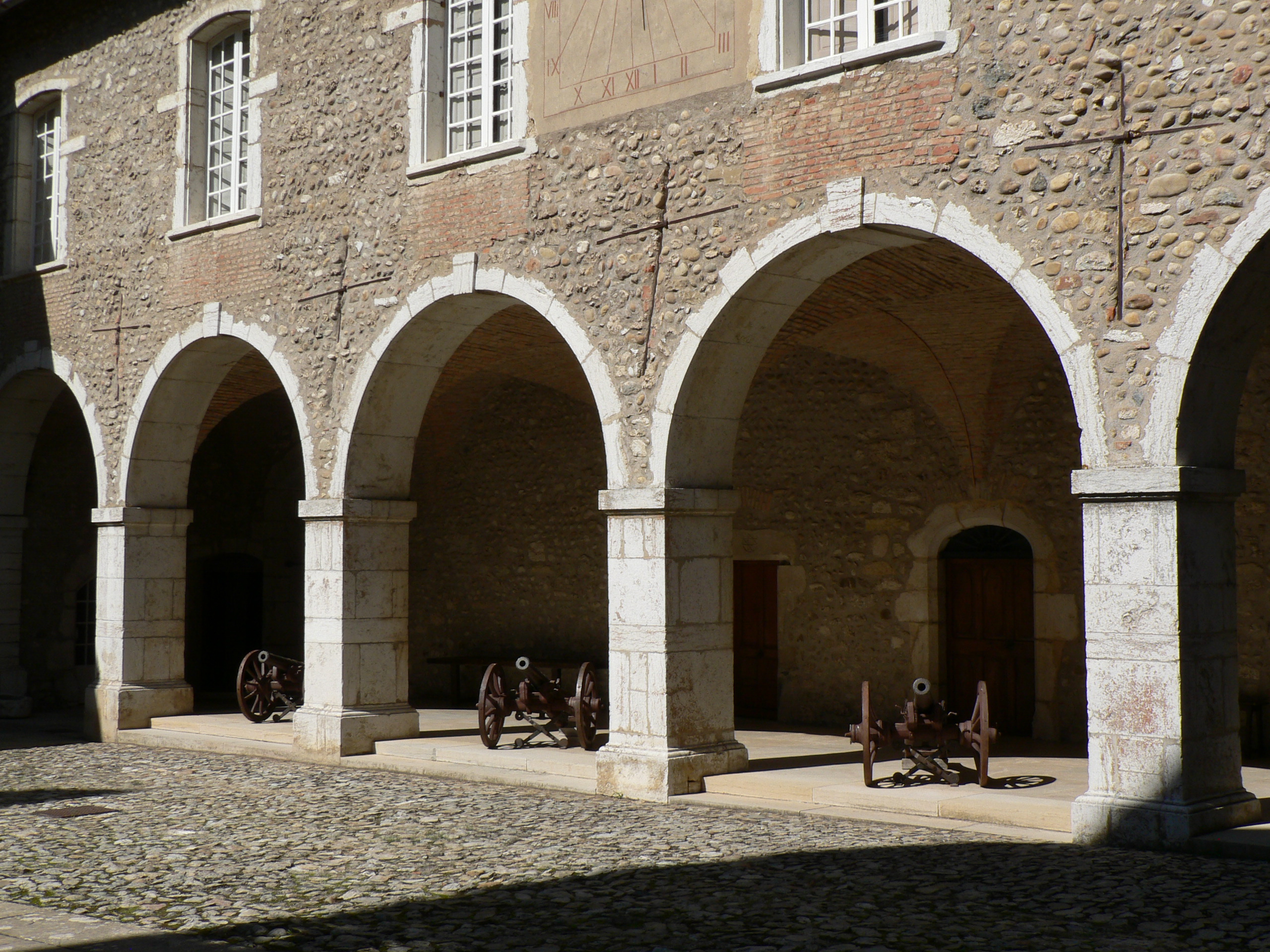
Galerie de la cour d'honneur.
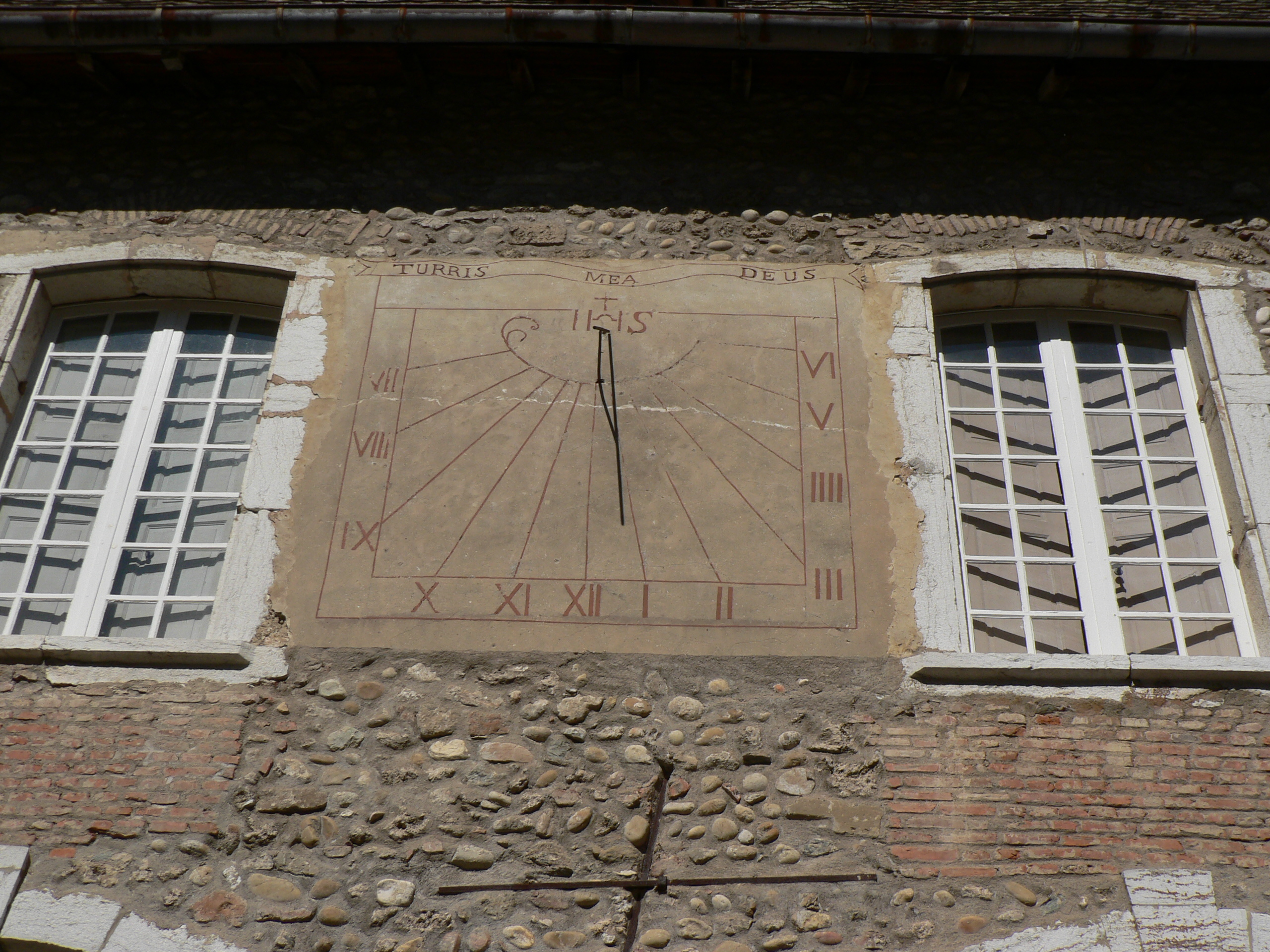
« Second » cadran solaire, dans la cour d'honneur, avec la devise de la famille Prunier de Saint-André Turris mea Deus (Dieu est ma tour) placé face au donjon du château.
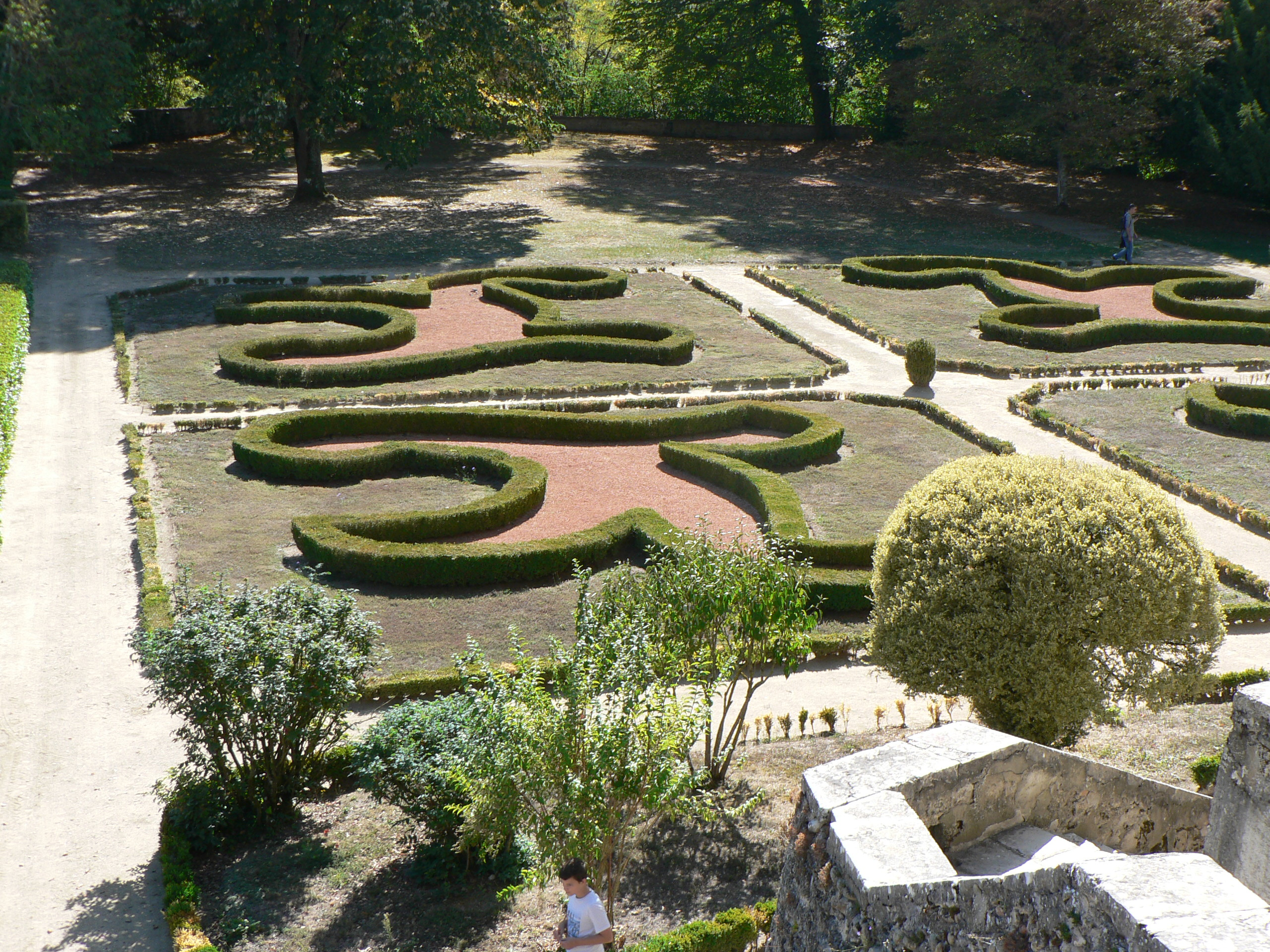
Jardins à la française.
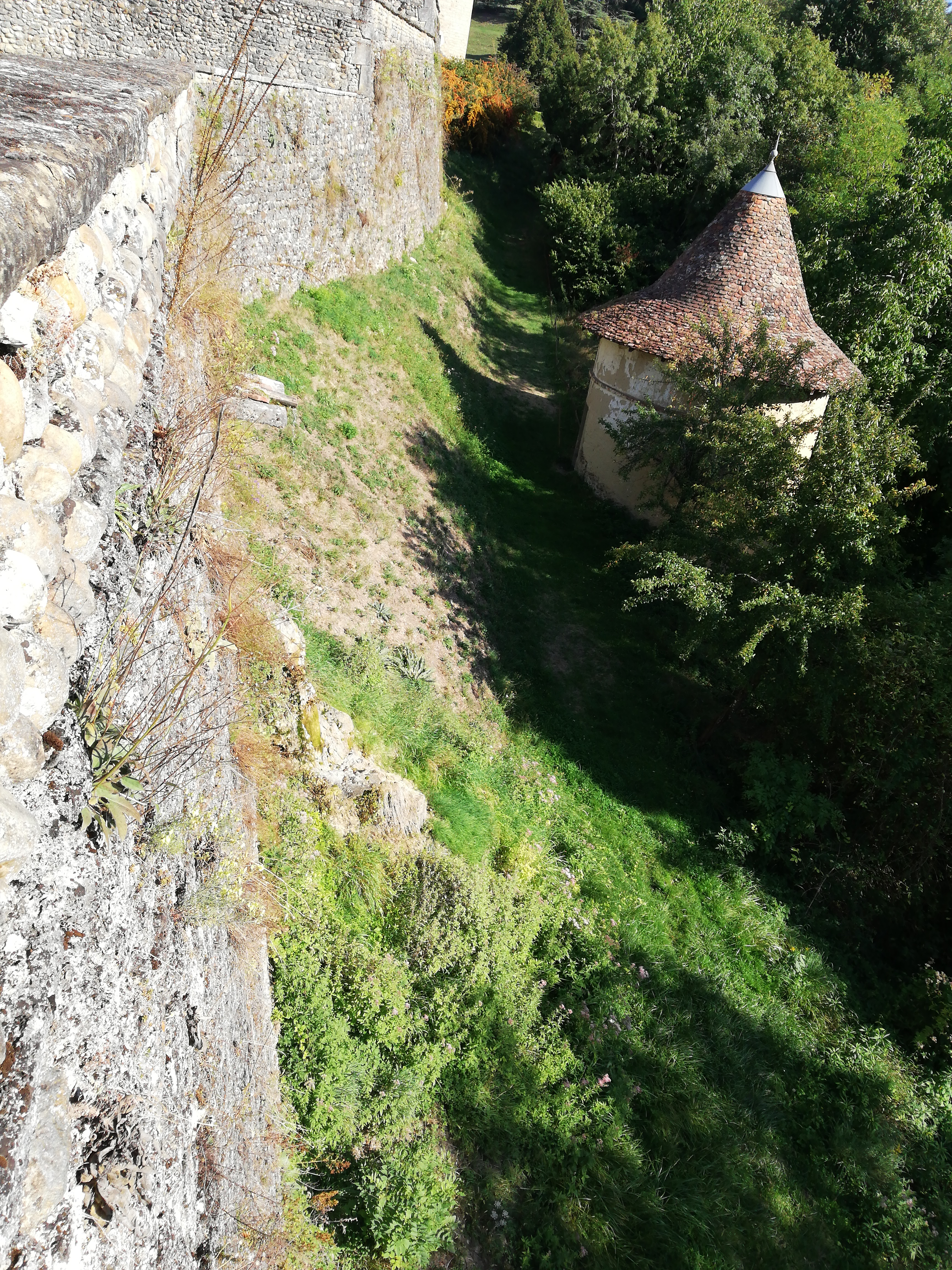
Colombier (« pigeonnier ») et écoulement d'eau (à gauche) dans la muraille depuis la fontaine de la terrasse ouest.
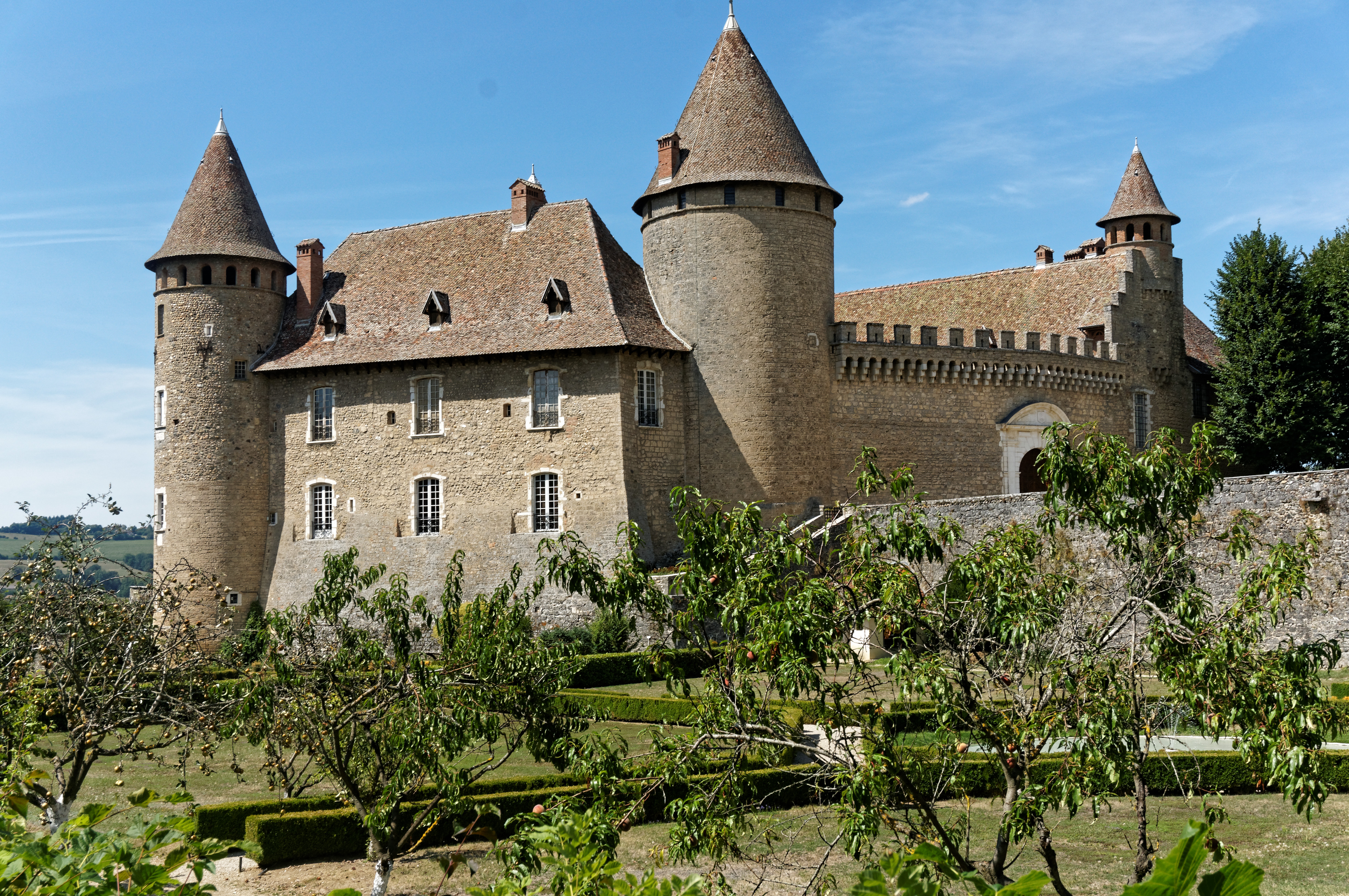
Vue générale (façade sud) depuis les jardins à la française.
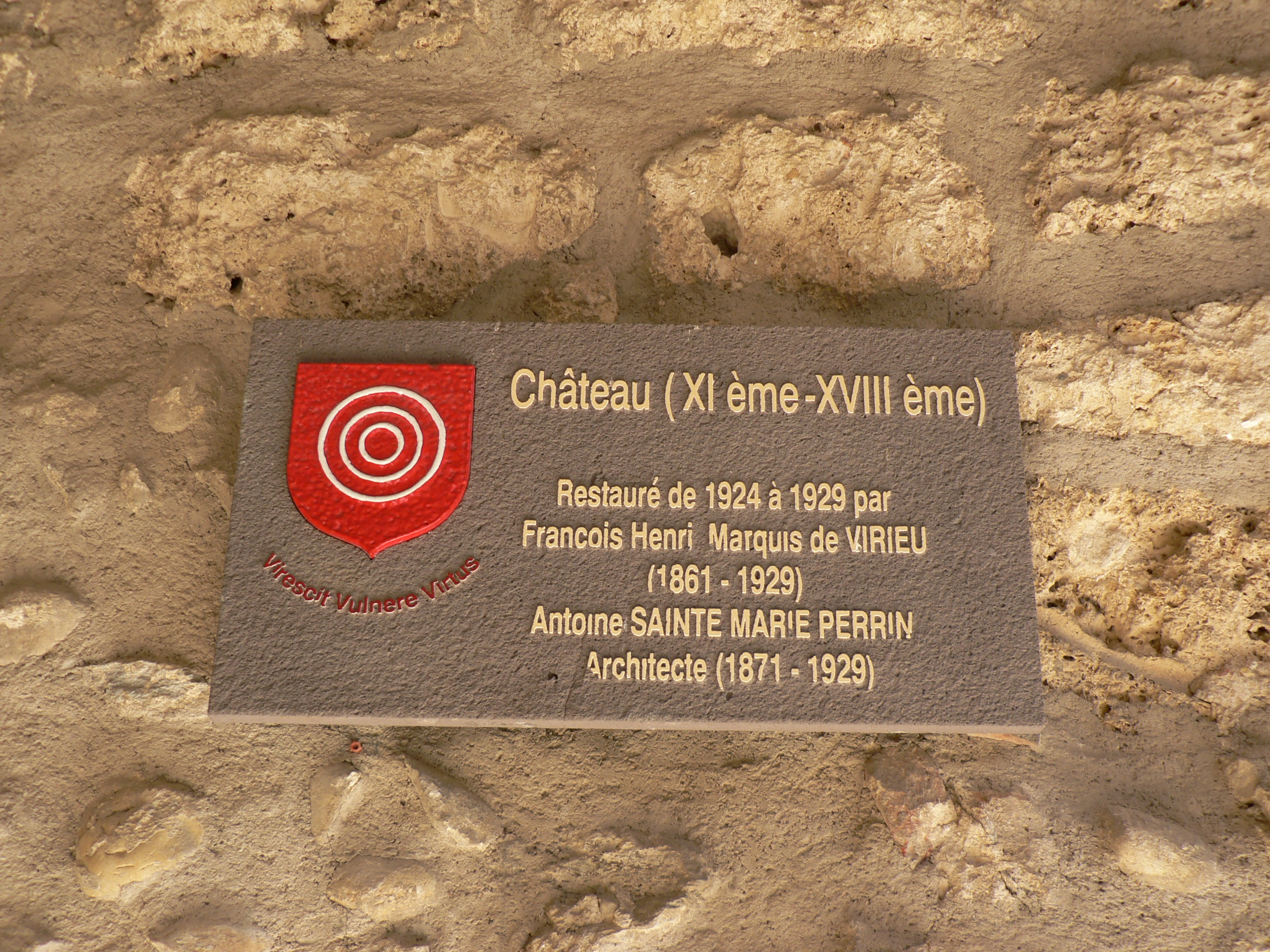
Blason des Virieu, sous la galerie de la cour d'honneur.

## Visites
Le château, ouvert aux visites, est le siège de nombreuses manifestations culturelles. Certaines visites peuvent bénéficier d'un accompagnement théâtralisé ou musical effectué par des compagnies théâtrales spécialisées dans l'animation, telles que la troupe des Lames du Dauphiné en 2018.